# 쿠보타 미유

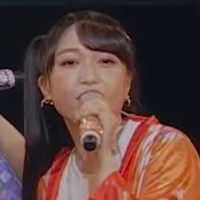
2024년 모습

쿠보타 미유(일본어: 久保田 未夢 くぼた みゆ[*], 1995년 1월 31일 ~ )는 일본의 성우이다. 사이타마현 출신. 81프로듀스 소속. i☆Ris의 구성원이다.

## 같이 보기
- i☆Ris